# Sister Act (musical)
Sister Act es un musical basado en la película homónima de 1992, con música de Alan Menken, letras de Glenn Slater, libreto de Bill Steinkellner y Cheri Steinkellner, y texto adicional de Douglas Carter Beane. Su trama central gira en torno a Deloris Van Cartier, una joven cantante que sueña convertirse en una estrella de la música. Cuando accidentalmente presencia cómo su novio, el gánster Curtis Jackson, comete un asesinato, Deloris se ve obligada a acogerse a un programa policial de protección de testigos y adoptar una nueva identidad como monja en un convento de Filadelfia.
El espectáculo debutó en 2006 en Pasadena, California, y en 2009 dio el salto al West End londinense, producido por Stage Entertainment y Whoopi Goldberg. Desde entonces también se ha representado en Broadway y en numerosas ciudades a lo largo de todo el mundo.

## Argumento

### Acto I
La acción se sitúa en Filadelfia, en la Nochebuena de 1977. Deloris Van Cartier, una joven cantante que sueña con convertirse en una estrella de la música, se encuentra actuando junto a sus coristas Michelle y Tina para su novio, el gánster Curtis Jackson («Take Me to Heaven»). Deloris está muy ilusionada porque cree que su novio le va a dar la oportunidad de cantar en su club, pero pronto descubre que este no tiene la menor intención de hacerlo. Por si fuera poco, Curtis le dice que no puede pasar el día de Navidad con ella y para compensárselo le regala un abrigo de piel azul perteneciente a su esposa. Dolida y frustrada, la joven se desahoga con Michelle y Tina, y comparte con ellas su deseo de ser reconocida como cantante («Fabulous, Baby!»). Deloris toma la determinación de romper con todo y dejar Filadelfia para perseguir su sueño, pero cuando se dispone a comunicárselo a Curtis, accidentalmente presencia cómo este asesina a uno de sus secuaces, Ernie, al que acusa de colaborar con la policía.
Horrorizada, Deloris sale corriendo y Curtis envía a sus esbirros Joey, TJ y Pablo tras ella. La joven se refugia en una comisaría de policía y le cuenta lo ocurrido al inspector Eddie Souther. Los dos se reconocen de cuando iban juntos al instituto y Deloris recuerda divertida cómo entonces ella solía llamarle «pring-eddie» debido a su sudoración excesiva. Eddie le cuenta que Curtis está en el punto de mira de la policía desde hace tiempo y que esperan poder llevarlo a juicio pronto. También le pide que, cuando llegue el momento, testifique contra él para así asegurarse de que vaya a la cárcel. Consciente de que Curtis la matará si la encuentra, Deloris accede a cooperar y Eddie decide esconderla en el lugar más insospechado: un convento.
Deloris se entrevista con la Madre Superiora y, para su desesperación, esta le comunica que mientras permanezca en el convento tendrá que acatar las normas de la congregación, limitando el contacto con el exterior y vistiendo el mismo hábito que las demás hermanas («Here Within These Walls»). Esa misma noche, la joven se une al resto de monjas para la cena, presentándose como la Hermana Mary Clarence, y conoce a algunas de sus compañeras: Mary Patrick, una alegre monja que siempre está de buen humor, Mary Lazarus, la temperamental directora del coro, y Mary Robert, una tímida novicia. Deloris se comporta de manera inapropiada en el refectorio y la Madre Superiora le impone un ayuno obligatorio como castigo. La joven también descubre cuán limitada es la vida en el convento y no puede entender que las otras monjas estén felices con su condición («It's Good to Be a Nun»).
Mientras tanto, Curtis se pregunta dónde podrá haberse metido Deloris y ordena a Joey, TJ y Pablo que no descansen hasta dar con ella («When I Find My Baby»). En el convento, Deloris está hambrienta por el ayuno y decide escaparse a un bar cercano. Mary Patrick y Mary Robert se dan cuenta y la siguen hasta allí, experimentando lo divertido que puede ser el mundo fuera de la congregación. De pronto, Deloris descubre que Joey, TJ y Pablo también están en el bar, y tiene que salir huyendo con sus compañeras aprovechando un momento de confusión. En la calle tropiezan con la Madre Superiora y Eddie, quienes alarmados por su desaparición habían salido en su búsqueda. Eddie advierte a Deloris que debe amoldarse a las reglas de la comunidad para pasar lo más desapercibida posible mientras esperan a que se celebre el juicio contra Curtis. Una vez que las monjas se marchan, el joven policía, con la única compañía de borrachos y mendigos, expresa su deseo de ser un tipo cool para impresionar a Deloris («I Could Be That Guy»).
De vuelta al convento, la Madre Superiora informa a Deloris de que a partir de ahora deberá levantarse temprano para asistir a los ensayos del coro. Monseñor O'Hara, el párroco de la iglesia, llega con malas noticias: debido al ruinoso estado del convento, la archidiócesis ha decidido deshacerse del edificio y va a vendérselo a unos anticuarios («Here Within These Walls (Reprise)»). A la mañana siguiente, Deloris se incorpora al coro que dirige Mary Lazarus y comprueba espantada lo mal que suena. La joven se ofrece a tomar la batuta y durante los siguientes días enseña a las monjas a cantar, logrando un resultado asombroso. Incluso la retraída Mary Robert consigue vencer la vergüenza y demuestra tener una magnífica voz («Raise Your Voice»). El día de Año Nuevo, el coro ofrece una festiva actuación durante la misa oficiada por Monseñor O'Hara, atrayendo a nuevos feligreses y haciendo que aumenten los donativos para restaurar el edificio. La Madre Superiora se muestra escandalizada ante semejante sacrilegio y pide a Eddie que saque a Deloris del convento cuanto antes («Take Me to Heaven (Reprise)»).

### Acto II
El coro continúa actuando bajo la dirección de Deloris, volviéndose cada vez más popular a la par que los donativos no dejan de llegar. Monseñor O'Hara se muestra exultante, al contrario que la Madre Superiora, cuya paciencia está llegando al límite, y Eddie, quien comienza a sentirse intranquilo porque la fama que está adquiriendo su protegida podría llamar la atención de Curtis. Las hermanas se enteran por Monseñor O’Hara de una gran noticia: el éxito del coro ha llegado a oídos del Papa Pablo VI y este desea asistir a una de sus actuaciones («Sunday Morning Fever»).
Curtis, Joey, TJ y Pablo ven en la televisión un reportaje sobre el coro de monjas y reconocen a Deloris. El gánster ordena a sus esbirros que vayan al convento a por ella y, cuando estos se quedan a solas, discuten sobre cuál es la mejor manera para acercarse a una mujer, y en particular a una monja («Lady in the Long Black Dress»).
La noche antes de la actuación ante el Papa, la Madre Superiora reza a Dios para que haga desaparecer a Deloris de sus vidas de una vez («Haven't Got a Prayer»). De pronto recibe una llamada telefónica de Eddie con novedades sobre el caso Curtis Jackson. Las hermanas despiertan a Deloris y le piden que les ayude a bendecir su actuación para que todo salga bien («Bless Our Show»). La Madre Superiora llega e informa a Deloris de que el juicio contra Curtis ha sido adelantado, por lo que tiene que abandonar el convento inmediatamente. Las otras monjas escuchan la conversación sin entender nada y Deloris no tiene más remedio que contarles la verdad. La joven se marcha apresuradamente a recoger sus cosas mientras las hermanas se retiran a sus celdas decepcionadas.
Deloris se está preparando para partir cuando aparece Mary Robert y le ruega que la lleve con ella. La novicia confiesa que gracias a su amistad se ha convertido en una persona más fuerte capaz de hacer cosas que nunca antes se atrevió («The Life I Never Led»). Deloris le responde que no puede ayudarla y que a partir de ahora deberá salir adelante por sí misma. Eddie llega al convento y se lleva a Deloris a su casa para esconderla de Curtis. Allí, la joven comienza a emocionarse ante la perspectiva de poder retomar su vida de siempre y dedicarse a lanzar su carrera musical. Pero al mismo tiempo, se siente culpable por haber abandonado a sus hermanas cuando más la necesitaban («Fabulous, Baby! (Reprise)»). Deloris reflexiona sobre su vida y se da cuenta de que, aunque consiga fama y fortuna, si no piensa más que en ella misma al final terminará quedándose sola («Sister Act»). Arrepentida, decide regresar al convento para cantar junto a sus hermanas.
Curtis reparte disfraces de monja entre sus secuaces para que se infiltren en el convento y se lancen a la búsqueda de su exnovia («When I Find My Baby (Reprise)»). El coro se encuentra ensayando su actuación cuando aparece Deloris por sorpresa. Todas las monjas se alegran de verla, pero la Madre Superiora le pide que se marche por la propia seguridad de las hermanas. Entonces, Mary Robert estalla y le dice que no piensa quedarse de brazos cruzados mientras su amiga está en peligro («The Life I Never Led (Reprise)»). De pronto se escucha un ruido de cristales rotos, revelando la presencia de Joey, TJ y Pablo en el edificio. Las monjas se enfrentan a los intrusos y consiguen derrotarlos. Sin embargo, Curtis encuentra a Deloris y la arrincona a punta de pistola. Cuando está a punto de dispararle, la Madre Superiora y las hermanas se interponen y le dicen que antes tendrá que matarlas a ellas («Sister Act (Reprise)»). En ese momento, Eddie irrumpe heroicamente y logra reducir a Curtis antes de que abra fuego. Deloris y Eddie se besan apasionadamente.
La Madre Superiora y Deloris hacen las paces y aceptan que, después de todo, tal vez no sean tan diferentes la una de la otra. La actuación frente al Papa finalmente tiene lugar y el convento al completo se une para celebrar el amor («Spread the Love Around»).

## Producciones

### Pasadena/Atlanta
Antes de su estreno en el West End, una primera versión de Sister Act pudo verse en la Playhouse de Pasadena, California, entre el 3 de noviembre y el 23 de diciembre de 2006, batiendo el récord de recaudación del propio teatro con unos ingresos de más de un millón de dólares. Tras su estancia en Pasadena, el musical fue transferido al Alliance Theatre de Atlanta, Georgia, entre el 17 de enero y el 25 de febrero de 2007.
Dirigida por Peter Schneider, esta primera puesta en escena estuvo protagonizada por Dawnn Lewis como Deloris Van Cartier, Elizabeth Ward Land como Madre Superiora, Harrison White como Curtis Shank, David Jennings como Eddie Souther, Beth Malone como Hermana Mary Robert, Amy K. Murray como Hermana Mary Patrick, Audrie Neenan como Hermana Mary Lazarus y Henry Polic II como Monseñor Howard. Patina Miller, quien posteriormente interpretaría a Deloris Van Cartier en Londres y Broadway, formó parte de la compañía como ensamble y suplente de ese mismo personaje. El resto del equipo artístico lo completaron Marguerite Derricks en la coreografía, David Potts en el diseño de escenografía, Garry Lennon en el diseño de vestuario, Donald Holder en el diseño de iluminación, Carl Casella y Domonic Sack en el diseño de sonido, Michael Kosarin en la supervisión musical y Brent-Alan Huffman en la dirección musical.

### West End
2009
El estreno en Londres tuvo lugar el 2 de junio de 2009 en el London Palladium del West End, bajo la producción de Stage Entertainment y Whoopi Goldberg. Dirigido por Peter Schneider, quien ya había estado al frente del espectáculo en Pasadena y Atlanta, este montaje contó con coreografía de Anthony Van Laast, diseño de escenografía de Klara Zieglerova, diseño de vestuario de Lez Brotherston, diseño de iluminación de Natasha Katz, diseño de sonido de Mick Potter, supervisión musical de Michael Kosarin y dirección musical de Nick Skilbeck.
Después de un proceso de selección que se prolongó durante un año, Patina Miller fue escogida para interpretar el papel de Deloris Van Cartier, acompañada de Sheila Hancock como Madre Superiora, Chris Jarman como Curtis Shank, Ako Mitchell como Eddie Souther, Katie Rowley Jones como Hermana Mary Robert, Claire Greenway como Hermana Mary Patrick, Julia Sutton como Hermana Mary Lazarus, Ian Lavender como Monseñor Howard, Nicolas Colicos como Bones, Thomas Goodridge como TJ, Ivan De Freitas como Dinero, Debbie Kurup como KT y Amy Booth Steel como LaRosa.
Aunque en un principio estaba previsto que la última representación fuese el 1 de enero de 2011, finalmente el cierre se adelantó al 30 de octubre de 2010 para dejar paso a una nueva adaptación de The Wizard of Oz de Andrew Lloyd Webber.
2024
Entre el 21 de marzo y el 31 de agosto de 2024, un montaje no réplica dirigido por Bill Buckhurst pudo verse en el Dominion Theatre del West End con Beverley Knight y Alexandra Burke como Deloris Van Cartier, Ruth Jones y Lesley Joseph como Madre Superiora, Lemar como Curtis Jackson, Clive Rowe y Lee Mead como Eddie Souther, Lizzie Bea como Hermana Mary Robert, Alison Jiear como Hermana Mary Patrick, Lesley Joseph y Lori Haley Fox como Hermana Mary Lazarus, Carl Mullaney como Monseñor O'Hara, Tom Hopcroft como Joey, Bradley Judge como TJ, Damian Buhagiar como Pablo, Claudia Kariuki como Michelle y Natalia Brown como Tina.

### Broadway
De cara a su debut en Broadway, el libreto de Sister Act fue revisado por Douglas Carter Beane y la dirección pasó a manos de Jerry Zaks. El resto del equipo creativo se mantuvo respecto al de Londres, con las incorporaciones de John Shivers en el diseño de sonido y Brent-Alan Huffman en la dirección musical. La partitura también sufrió algunos cambios que posteriormente han sido introducidos en el resto de puestas en escena internacionales: la canción «How I Got the Calling» fue reemplazada por «It's Good to Be a Nun», «Do the Sacred Mass» fue suprimida por completo y «Haven't Got a Prayer», un nuevo tema para la Madre Superiora, fue incluido en el segundo acto, en sustitución del reprise de «Here Within These Walls».
El estreno oficial tuvo lugar el 20 de abril de 2011 en el Broadway Theatre, con funciones previas desde el 24 de marzo y un reparto liderado por Patina Miller como Deloris Van Cartier, Victoria Clark como Madre Superiora, Kingsley Leggs como Curtis Jackson, Chester Gregory como Eddie Souther, Marla Mindelle como Hermana Mary Robert, Sarah Bolt como Hermana Mary Patrick, Audrie Neenan como Hermana Mary Lazarus, Fred Applegate como Monseñor O'Hara, John Treacy Egan como Joey, Demond Green como TJ, Caesar Samayoa como Pablo, Rashidra Scott como Michelle y Aléna Watters como Tina.
La producción neoyorquina de Sister Act recibió en general buenas críticas y fue nominada a cinco premios Tony, incluyendo mejor musical, mejor libreto, mejor música original, mejor actriz principal (Patina Miller) y mejor actriz de reparto (Victoria Clark). El montaje se mantuvo en cartel hasta el 26 de agosto de 2012, realizando un total de 561 funciones regulares y 28 previas.

### España
El 23 de octubre de 2014, el Teatre Tívoli de Barcelona acogió la première mundial en idioma español, con un elenco formado por Mireia Mambo como Deloris Van Cartier, Àngels Gonyalons como Madre Superiora, Enrique Sequero como Curtis Jackson, Juan Delgado como Eddie Souther, Gara Roda como Hermana María Roberta, Malia Conde como Hermana María Patricia, Silvia Abril como Hermana María Lázaro, Fermí Reixach como Monseñor O'Hara, Ramón Balasch como Joey, Antonio Curros como TJ, Gerard Mínguez como Pablo, Yanneris Sewer como Michelle y Elena Talenti como Tina. Whoopi Goldberg, productora del espectáculo junto a Stage Entertainment y El Terrat, viajó hasta Barcelona para estar presente en la noche del estreno.
Dirigida por Carline Brouwer, responsable del resto de puestas en escena de Sister Act en Europa, la versión española contó con coreografía de Anthony Van Laast, diseño de escenografía de Klara Zieglerova, diseño de vestuario de Lez Brotherston, diseño de iluminación de Natasha Katz, diseño de sonido de Mick Potter, supervisión musical de Michael Kosarin, dirección asociada de Britta Heiligenthal y coreografía asociada de Frances Chiapetta. Marc Montserrat fue el director residente, mientras que Arnau Vilà se puso al frente de la orquesta como director musical y Xavier Cassadó se hizo cargo de la adaptación al castellano.
Después de seis meses de representaciones en los que fue visto por cerca de 150 000 espectadores, el montaje se despidió de Barcelona el 10 de mayo de 2015 y a continuación emprendió un tour nacional que dio comienzo el 20 de agosto de 2015 en el Teatro Arriaga de Bilbao y concluyó el 6 de marzo de 2016 en el Teatro Principal de Valencia.
Una vez finalizada la gira y como adiós definitivo a los escenarios españoles, el espectáculo se instaló por temporada limitada en el Nuevo Teatro Alcalá de Madrid entre el 17 de marzo y el 15 de mayo de 2016. En total, la producción española de Sister Act realizó 466 funciones a lo largo de los casi dos años que se mantuvo en cartel.

### Otras producciones
Sister Act se ha representado en países como Alemania, Australia, Austria, Brasil, Canadá, China, Corea del Sur, Dinamarca, España, Estados Unidos, Filipinas, Francia, Irlanda, Italia, Japón, Mónaco, Nueva Zelanda, Países Bajos, Reino Unido, República Checa, Singapur, Sudáfrica, Suecia o Suiza, y ha sido traducido a multitud de idiomas. En total ha sido visto por más de seis millones de personas en todo el mundo y su recaudación global supera los doscientos millones de euros.
La primera versión en lengua no inglesa fue la de Alemania, donde pudo verse en la Operettenhaus de Hamburgo entre el 2 de diciembre de 2010 y el 26 de agosto de 2012, protagonizada por Zodwa Selele como Deloris Van Cartier. Posteriormente, ese mismo montaje fue transferido al Apollo Theater de Stuttgart entre el 9 de diciembre de 2012 y el 25 de septiembre de 2013, y al Metronom Theater de Oberhausen entre el 3 de diciembre de 2013 y el 12 de febrero de 2015.
Tras el cierre en Londres, Sister Act se embarcó en una gira por Reino Unido e Irlanda que dio comienzo el 4 de octubre de 2011 en la Opera House de Manchester, con Cynthia Erivo como Deloris Van Cartier, y finalizó el 20 de octubre de 2012 en el Hippodrome de Birmingham.
El primer tour norteamericano debutó el 2 de octubre de 2012 en el Ed Mirvish Theatre de Toronto, y estuvo en la carretera cerca de dos años, despidiéndose definitivamente el 29 de junio de 2014 en el Majestic Theatre de San Antonio, Texas. Ta'Rea Campbell interpretó a Deloris Van Cartier en esta ocasión.
La première sudamericana tuvo lugar en Brasil, donde el espectáculo se representó entre el 5 de marzo y el 13 de diciembre de 2015 en el Teatro Abril de São Paulo, producido por Time for Fun y protagonizado por Karin Hils como Deloris Van Cartier. La versión de Brasil fue la primera en cambiar el título por Mudança de hábito, que es como allí se conoce la película original.
Una gira internacional dio comienzo el 9 de mayo de 2017 en el Marina Bay Sands de Singapur, con Dené Hill como Deloris Van Cartier, y concluyó el 21 de enero de 2018 en el Blue Square Interpark Hall de Seúl.
Entre el 19 de julio y el 28 de agosto de 2022, Sister Act realizó una temporada limitada en el Eventim Apollo de Londres como parte de un tour por Reino Unido e Irlanda. En un principio programadas para verano de 2020, estas funciones iban a contar con la propia Whoopi Goldberg en el papel de Deloris Van Cartier, pero debido a sucesivos aplazamientos por la pandemia de COVID-19 finalmente fue Beverley Knight quien interpretó el personaje.

## Números musicales
Producción original del West End
| Acto I - «Prologue» - «Take Me to Heaven» - «Fabulous, Baby!» - «Here Within These Walls» - «How I Got the Calling» - «When I Find My Baby» - «Do the Sacred Mass» - «I Could Be That Guy» - «Raise Your Voice» - «Take Me to Heaven (Reprise)» | Acto II - «Sunday Morning Fever» - «Lady in the Long Black Dress» - «Bless Our Show» - «Here Within These Walls (Reprise)» - «The Life I Never Led» - «Fabulous, Baby! (Reprise)» - «Sister Act» - «When I Find My Baby (Reprise)» - «The Life I Never Led (Reprise)» - «Sister Act (Reprise)» - «Spread the Love Around» |

Producción original de Broadway
| Acto I - «Take Me to Heaven» - «Fabulous, Baby!» - «Here Within These Walls» - «It's Good to Be a Nun» - «When I Find My Baby» - «I Could Be That Guy» - «Here Within These Walls (Reprise)» - «Raise Your Voice» - «Take Me to Heaven (Reprise)» | Acto II - «Sunday Morning Fever» - «Lady in the Long Black Dress» - «Haven't Got a Prayer» - «Bless Our Show» - «The Life I Never Led» - «Fabulous, Baby! (Reprise)» - «Sister Act» - «When I Find My Baby (Reprise)» - «The Life I Never Led (Reprise)» - «Sister Act (Reprise)» - «Spread the Love Around» |

Producción original de Barcelona
| Acto I - «Llévame al cielo» - «Voy a ser una estrella» - «Estando aquí» - «Ser monja es lo mejor» - «Cuando te encuentre» - «Yo puedo cambiar» - «Estando aquí (Reprise)» - «Es tu voz» - «Llévame al cielo (Reprise)» | Acto II - «Fiebre del domingo» - «Mujer de negro» - «No tengo elección» - «Bendecid nuestro show» - «Las cosas que nunca supe hacer» - «Voy a ser una estrella (Reprise)» - «Sister Act» - «Cuando te encuentre (Reprise)» - «Las cosas que nunca supe hacer (Reprise)» - «Sister Act (Reprise)» - «Todo es amor» |

## Repartos originales
| Personaje            | West End (2009)    | Broadway (2011)  | Gira en Reino Unido (2011) | Gira en Norteamérica (2012) | España (2014)    | West End (2024) |
| Deloris Van Cartier  | Patina Miller      | Patina Miller    | Cynthia Erivo              | Ta'Rea Campbell             | Mireia Mambo     | Beverley Knight |
| Madre Superiora      | Sheila Hancock     | Victoria Clark   | Denise Black               | Hollis Resnik               | Àngels Gonyalons | Ruth Jones      |
| Curtis Jackson *     | Chris Jarman       | Kingsley Leggs   | Cavin Cornwall             | Kingsley Leggs              | Enrique Sequero  | Lemar           |
| Eddie Souther        | Ako Mitchell       | Chester Gregory  | Edward Baruwa              | E. Clayton Cornelious       | Juan Delgado     | Clive Rowe      |
| Hermana Mary Robert  | Katie Rowley Jones | Marla Mindelle   | Julie Atherton             | Lael Van Keuren             | Gara Roda        | Lizzie Bea      |
| Hermana Mary Patrick | Claire Greenway    | Sarah Bolt       | Laurie Scarth              | Florrie Bagel               | Malia Conde      | Alison Jiear    |
| Hermana Mary Lazarus | Julia Sutton       | Audrie Neenan    | Jacqueline Clarke          | Diane J. Findlay            | Silvia Abril     | Lesley Joseph   |
| Monseñor O'Hara *    | Ian Lavender       | Fred Applegate   | Michael Starke             | Richard Pruitt              | Fermí Reixach    | Carl Mullaney   |
| Joey *               | Nicolas Colicos    | John Treacy Egan | Daniel Stockton            | Todd A. Horman              | Ramón Balasch    | Tom Hopcroft    |
| TJ                   | Thomas Goodridge   | Demond Green     | Tyrone Huntley             | Charles Barksdale           | Antonio Curros   | Bradley Judge   |
| Pablo *              | Ivan De Freitas    | Caesar Samayoa   | Gavin Alex                 | Ernie Pruneda               | Gerard Mínguez   | Damian Buhagiar |
| Michelle *           | Debbie Kurup       | Rashidra Scott   | Hannah Levane              | Alysha Deslorieux           | Yanneris Sewer   | Claudia Kariuki |
| Tina *               | Amy Booth Steel    | Aléna Watters    | Gemma Knight Jones         | Trisha Jeffrey              | Elena Talenti    | Natalia Brown   |

* Con motivo del estreno en Broadway, los nombres de algunos personajes fueron cambiados: Curtis Shank por Curtis Jackson, Monseñor Howard por Monseñor O'Hara, Bones por Joey, Dinero por Pablo, KT por Michelle y LaRosa por Tina. Posteriormente, estas modificaciones han sido introducidas en el resto de producciones internacionales.
Reemplazos destacados en el West End (2009-2010)
- Madre Superiora: Whoopi Goldberg
- Curtis Shank: Simon Webbe
- Hermana Mary Lazarus: Jacqueline Clarke

Reemplazos destacados en Broadway (2011-2012)
- Deloris Van Cartier: Raven-Symoné
- Madre Superiora: Carolee Carmello
- Joey: Danny Stiles

Reemplazos destacados en España (2014-2016)
- Curtis Jackson: Benjamí Conesa
- Eddie Souther: Edu Engonga
- Hermana Mary Lazarus: Amparo Saizar
- TJ: Héctor Otones, Sergio Campoy
- Michelle: Yelena Lafargue

Reemplazos destacados en el West End (2024)
- Deloris Van Cartier: Alexandra Burke
- Madre Superiora: Lesley Joseph
- Eddie Souther: Lee Mead
- Hermana Mary Lazarus: Lori Haley Fox

## Grabaciones
Existen varios álbumes interpretados en sus respectivos idiomas por los elencos de los diferentes montajes que se han representado a lo largo de todo el mundo.
Hasta la fecha no se ha editado ningún álbum en español, aunque para la producción de Barcelona las canciones «Fabulous, Baby!», «Here Within These Walls», «Raise Your Voice», «Take Me to Heaven (Reprise)» y «Sister Act» fueron grabadas con fines promocionales.
«It's Good to Be a Nun» y «Haven't Got a Prayer», que fueron añadidas de cara al estreno en Broadway y por tanto no están incluidas en el álbum original de Londres, pueden escucharse en grabaciones posteriores.

## Premios y nominaciones

### Producción original del West End
| Año  | Premio        | Categoría                             | Nominado            | Resultado |
| ---- | ------------- | ------------------------------------- | ------------------- | --------- |
| 2010 | Olivier Award | Mejor musical nuevo                   | Mejor musical nuevo | Nominado  |
| 2010 | Olivier Award | Mejor actriz en un musical            | Patina Miller       | Nominada  |
| 2010 | Olivier Award | Mejor actriz de reparto en un musical | Sheila Hancock      | Nominada  |
| 2010 | Olivier Award | Mejor coreografía                     | Anthony Van Laast   | Nominado  |

### Producción original de Broadway
| Año  | Premio           | Categoría                             | Nominado                                                    | Resultado |
| ---- | ---------------- | ------------------------------------- | ----------------------------------------------------------- | --------- |
| 2011 | Tony Award       | Mejor musical                         | Mejor musical                                               | Nominado  |
| 2011 | Tony Award       | Mejor libreto de un musical           | Cheri Steinkellner, Bill Steinkellner, Douglas Carter Beane | Nominados |
| 2011 | Tony Award       | Mejor música original                 | Alan Menken, Glenn Slater                                   | Nominados |
| 2011 | Tony Award       | Mejor actriz principal en un musical  | Patina Miller                                               | Nominada  |
| 2011 | Tony Award       | Mejor actriz de reparto en un musical | Victoria Clark                                              | Nominada  |
| 2011 | Drama Desk Award | Mejor musical                         | Mejor musical                                               | Nominado  |
| 2011 | Drama Desk Award | Mejor actriz en un musical            | Patina Miller                                               | Nominada  |
| 2011 | Drama Desk Award | Mejor actriz de reparto en un musical | Victoria Clark                                              | Nominada  |
| 2011 | Drama Desk Award | Mejor música                          | Alan Menken                                                 | Nominado  |
| 2011 | Drama Desk Award | Mejores letras                        | Glenn Slater                                                | Nominado  |

### Producción original de Barcelona
| Año  | Premio                    | Categoría                   | Nominado          | Resultado |
| ---- | ------------------------- | --------------------------- | ----------------- | --------- |
| 2015 | Premio del Teatro Musical | Mejor musical               | Mejor musical     | Nominado  |
| 2015 | Premio del Teatro Musical | Mejor dirección musical     | Arnau Vilà        | Ganador   |
| 2015 | Premio del Teatro Musical | Mejor coreografía           | Anthony Van Laast | Nominado  |
| 2015 | Premio del Teatro Musical | Mejor escenografía          | Klara Zieglerova  | Nominada  |
| 2015 | Premio del Teatro Musical | Mejor diseño de iluminación | Natasha Katz      | Nominada  |
| 2015 | Premio del Teatro Musical | Mejor diseño de sonido      | Mick Potter       | Nominado  |
| 2015 | Premio del Teatro Musical | Mejor figurinista           | Lez Brotherston   | Nominado  |
| 2015 | Premio del Teatro Musical | Mejor actriz protagonista   | Mireia Mambo      | Ganadora  |
| 2015 | Premio del Teatro Musical | Mejor actriz protagonista   | Àngels Gonyalons  | Nominada  |
| 2015 | Premio del Teatro Musical | Actriz revelación           | Mireia Mambo      | Nominada  |
| 2015 | Premio del Teatro Musical | Actriz revelación           | Gara Roda         | Nominada  |
| 2015 | Premio del Teatro Musical | Actor revelación            | Ramón Balasch     | Nominado  |

### Producción londinense de 2022
| Año  | Premio        | Categoría                            | Nominado                    | Resultado |
| ---- | ------------- | ------------------------------------ | --------------------------- | --------- |
| 2023 | Olivier Award | Mejor revival de un musical          | Mejor revival de un musical | Nominado  |
| 2023 | Olivier Award | Mejor actor de reparto en un musical | Clive Rowe                  | Nominado  |

## Sister Act Nun Run
Coincidiendo con la llegada de Sister Act al West End, en mayo de 2009 se celebró la primera edición de Sister Act Nun Run, una carrera benéfica organizada conjuntamente por los responsables del musical y la fundación Barnardo's. A pesar de ser una iniciativa nueva, casi 1 000 participantes corrieron por las calles de Londres vestidos de monja y lograron recaudar más de 30 000 libras esterlinas. Debido al éxito obtenido, la competición se convirtió en un evento anual.
La segunda edición tuvo lugar en mayo de 2010 e incluyó un nuevo recorrido que pasaba por algunos de los edificios más emblemáticos de Londres como la Torre de Londres, el Tate Modern o la Catedral de San Pablo, además de actuaciones en la línea de salida por parte del elenco de Sister Act y el Barnardo's Children's Choir.
En 2011, el evento se trasladó al mes de septiembre para celebrar el comienzo de la gira británica y, en 2013, se hizo por primera en Estados Unidos, coincidiendo con el paso del tour norteamericano por Atlanta. En esta ocasión, los beneficios fueron destinados a la organización Cure Childhood Cancer.